# Ben Lloyd-Hughes
Benedict Lloyd-Hughes (sinh ngày 14 tháng 4 năm 1988) là một nam diễn viên người Anh. Anh được biết đến nhiều nhất với vai diễn Josh Stock trong phim truyền hình Anh Skins (2007) và vai diễn Will trong bộ phim 2014 Divergent.

## Cuộc đời và sự nghiệp
Ben Lloyd-Hughes được sinh ra vào năm 1988 tại Vương quốc Anh và Bắc Ireland. Anh có một người anh trai lớn tên là Henry Lloyd-Hughes, cả hai người họ đều góp mặt trong bộ phim Miliband of Brothers. Năm 2011 anh hoàn thành chương trình đào tạo diễn xuất tại trường Guildhall School of Music and Drama ở London.
Anh hiện đang hẹn hò với nữ diễn viên Emily Berrington.

## Danh sách phim

### Phim điện ảnh
| Năm  | Tên                      | Vai                   | Ghi chú                                |
| ---- | ------------------------ | --------------------- | -------------------------------------- |
| 2009 | Tormented                | Jez                   |                                        |
| 2009 | The First Days of Spring | Young Ethan           |                                        |
| 2010 | Miliband of Brothers     | Ed Miliband           | Cùng với Henry Lloyd-Hughes (anh trai) |
| 2012 | The Scapegoat            | Myerson               |                                        |
| 2012 | Great Expectations       | Bentley Drummel       |                                        |
| 2014 | Divergent                | Will                  |                                        |
| 2015 | The Moon and the Sun     | Jean-Michel Lintillac |                                        |

### Phim truyền hình
| Năm  | Tên                 | Vai                     | Ghi chú |
| ---- | ------------------- | ----------------------- | ------- |
| 2006 | Genie in the House  | Wolfgang Amadeus Mozart |         |
| 2006 | A Touch of Frost    | Học sinh                |         |
| 2007 | Casualty            | Colm Roach              |         |
| 2007 | Skins               | Josh Stock              |         |
| 2008 | Personal Affairs    | Dominic Fitzwallace     |         |
| 2011 | The Hour            | Ralph Sherwin           |         |
| 2011 | Young James Herriot | Rob McAloon             |         |

### Nhạc kịch
- 2012: The Way of the World